# Berend Gerstekorrel
'Berend Gerstekorrel' is een monument in Laren in Noord-Holland. Berend Gerstekorrel was de bijnaam van Theo Christenhuis, dirigent van de Larense boerenkapel De Dorsvlegels.
Berend Gerstekorrel werd in Laren en omgeving bekend door zijn optredens als kapelmeester boerenkapel De Dorsvlegels. Zo was hij in de jaren zestig en zeventig van de twintigste eeuw te zien in de plaatselijke muziektent op Koninginnedag, met carnaval en braderiën en bij andere feestelijkheden. Als 'Larense boer' op witte klompen en met pijp in de tandeloze mond dirigeerde hij de kapel met een pollepel. Met zijn dansen en mimiek maakte hij het publiek enthousiast. 
Bij het 75-jarig bestaan van de Gooische School in 1979 kreeg de Larense kunstenaar Kees Schrikker de opdracht om een Larense boer uit te beelden. Schrikker koos voor een staande Berend Gerstekorrel als model. Het beeldje werd onthuld op 31 januari 1980 onthuld door burgemeester N.W. Elsen. Nadat het beeld op de speelplaats van de Gooische School in 1984 omver werd gestoten kreeg het een plaatsje bij de burgemeesterswoning. In 2007 werd het beeldje verplaatst naar het pas gerenoveerde pleintje voor Sancta Maria aan de Sint-Janstraat.

## Theo Christenhuis
Theo Christenhuis werd geboren in Hilversum en verhuisde in zijn jeugd naar Laren en woonde daar later aan de Weversweg en de Inslag.  Met zijn collega's van de tapijtfabriek Van den Brink en Campman richtte hij begin vijftiger jaren een boerenkapel op met de naam De Dorsvlegels. Zijn bijnaam Gerstekorrel is dan ook afgeleid van de graansoort gerst. De muzikale invulling van de boerenkapel werd verzorgd door enkele leden van de Larense Sint-Jansharmonie. In de jaren zeventig werd samengewerkt met de Larense dansgoep 'De Klepperman van Elleven'. 
Theo Christenhuis werd in 1976 werd Berend Gerstekorrel onderscheiden door carnavalsvereniging “De Geitenbreiërs” in de orde van de Getapte Sik. Ook werd hij erelid van de St. Jansharmonie. Christenhuis overleed op 6 juni 2020 op 96-jarige leeftijd.